# San Gabriel (Ecuador)
San Gabriel ist eine Stadt und ein Municipio in der Provinz Carchi in Ecuador. Die 1901 gegründete Stadt hatte im Jahr 2010 14.487 Einwohner. Sie ist Verwaltungssitz des Kantons Montúfar.

## Geographische Lage
San Gabriel liegt im Norden Ecuadors, etwa 20 km von der kolumbianischen Grenze entfernt. Innerhalb der Provinz ist es im Südosten Carchis situiert.

## Nationales Kulturerbe
Die Stadt San Gabriel wurde aufgrund der kolonialen Fassaden seiner Gebäude am 11. November 1992 von der UNESCO zum Nationalen Kulturerbe ernannt. Ein Beispiel für die Architektur San Gabriels ist die Iglesia Matriz (deutsch: „Mutterkirche“), die neben dem Hauptplatz steht.

## Municipio
Das 152,3 km² große Municipio San Gabriel hatte beim Zensus 2010 21.096 Einwohner. Das Municipio ist in drei Parroquias urbanas gegliedert: González Suárez (im Norden), San Gabriel (zentral) und San José (im Süden). 

## Söhne und Töchter der Stadt
- Segundo Navarrete (* 1985), Straßenradrennfahrer